# 科氏四鬚魮
科氏四鬚魮（學名：Barbonymus collingwoodii），又稱科氏高體鲃，為輻鰭魚綱鯉形目鯉科下的一個種，分布於亞洲婆羅洲淡水流域，本魚體延長呈長橢圓形，背部有隆起，頭小，吻短略突出，具觸鬚2對，體被中大型圓鱗，體色為銀色或金黃色，背鰭淡紅色，尖端有一黑色斑點，腹鰭橙色至紅色，尾鰭黃色到橙色，上下葉邊緣黑色，體長可達21.5公分，棲息在礫石底質、水質清澈且水流湍急的溪流，屬雜食性，生活習性不明。